# Ary Scheffer
Ary Scheffer, född den 10 februari 1795 i Dordrecht, död den 15 juni 1858 i Paris, var en holländsk-fransk målare. Han var son till Johan Bernard Scheffer, bror till Henry Scheffer och far till Cornelia Scheffer.  
Scheffers far var en från Mannheim bördig genremålare. Sonen visade tidigt brådmogna konstnärsanlag, utställde målningar med historiska ämnen allt från sitt tolfte år och blev uppmärksammad. Efter makens död flyttade modern 1810 till Paris med sina tre söner. Scheffer blev elev till Pierre-Narcisse Guérin och gjorde tidigt bekantskap med den romantiska riktningens blivande huvudmän. 
År 1812 började han utställa, till en början små historietavlor, sedan små genrebilder: Soldatänkan, Faderlösa, sörjande vid graven, En ung fiskares begravning och dylika ämnen, som genom sitt sentimentala innehåll vann den stora publiken. Ett närmande till romantikerna betecknar Gaston de Foix lik hittas på slagfältet vid Ravenna (1826, Versailles) och Suliotkvinnor störtar sig i havet för att ej bli turkarnas rov (1827, Louvren). 
År 1829 är han inne på en ny väg med den nattliga spöktavlan Lenore, efter Bürgers ballad, och sedan följde en rad målningar över motiv från Goethe, de flesta ur "Faust": Gretchen vid spinnrocken, i kyrkan, vid brunnen, Konungen i Tule och Mignon (flera olika). Så följde kompositioner till Dante (Dante och Beatrice, Francesca da Rimini 1835), där han närmade sig Ingres skola. 
Från de följande åren är de religiösa bilderna Kristus Tröstaren (flera versioner, varav en från 1837 i Amsterdams historiska museum och en från 1851 i Minneapolis Institute of Art), Kristus gråter över Jerusalem (1848), Kristi frestelse (1856), Ecce homo och Judaskyssen (1857). 
Scheffers främsta bild torde vara Augustinus och Monika (de sitter hand i hand betraktande stjärnhimmelen i stilla meditation, 1846, Louvren); betydande är likaså Rut och Noomi (1855) och Jakob och Rakel (1857). Scheffer målade även allegoriska kompositioner (Den himmelska och den jordiska kärleken med flera), krigsbilder (Wittekind fången inför Karl den store, Versailles), bilder från grekiska frihetskriget samt många porträtt (flera i Louvren).
I hans känslofulla konst är släktskapen med samtida tyska målare i ögonen fallande. Högst står han i de kompositioner, där ett drömmande uttryck förenar sig med klassisk enkelhet i formgivningen. Han nådde betydande popularitet, och i gravyr fick hans målningar mycket stor spridning. Hans födelsestad har rest hans staty (av Joseph Mezzara, 1862) och i dess museum finns flera av hans målningar (åtskilliga i kopia) och teckningar samlade.